# مارتی نوتستاین
مارتی نوتستاین (انگلیسی: Marty Nothstein؛ زادهٔ ۱۰ فوریهٔ ۱۹۷۱) دوچرخه‌سوار پیست سابق اهل ایالات متحده آمریکا است.
از افتخارات وی میتوان به کسب مدال طلا اسپرینت در بازی‌های المپیک تابستانی ۲۰۰۰ و مدال نقره اسپرینت در بازی‌های المپیک تابستانی ۱۹۹۶ اشاره کرد.